# 518

## Esdeveniments
- Mjej Gnuní esdevingué marzban (governador d'una regió administrativa) d'Armènia, i ocupà el càrrec fins al 548.
- Terratrèmol a Pisídia (Àsia Menor).
- Un altre terratrèmol (o el mateix) destruí Skopje (a l'actual Macedònia).
- 10 de juliol - Justí I accedeix al tron com a emperador romà d'Orient succeint el difunt Anastasi I.
- 20 de juliol - Concili a Constantinoble, on Justí I es reconcilia amb el papa Hormisdes I abrogant l'Henotikon.
- 29 de setembre - Sever, patriarca d'Antioquia, anatemitzat pel concili a Constantinoble per les seves creences monofisites, abandona la seva seu per a refugiar-se a Alexandria.

## Naixements
- Sant Mungo, també conegut per sant Kentigern, Kentigernus (en llatí) o Cyndeyrn Garthwys (en gal·lès) missioner catòlic del segle vi que evangelitzà el regne brità de Strathclyde i fundà la ciutat de Glasgow, de què n'és patró
- Yōmei, 31è emperador del Japó, que governà del 585 al 587

## Necrològiques

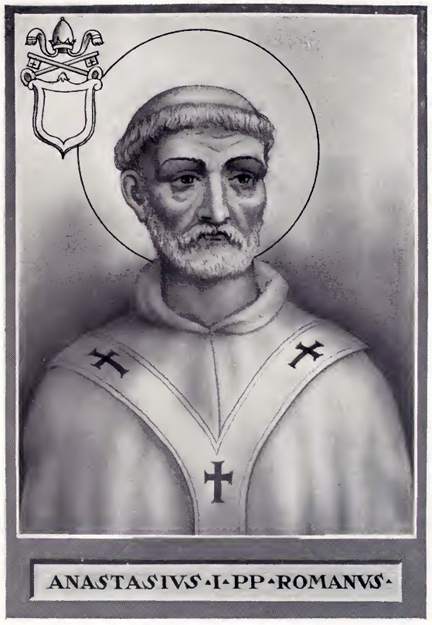
Anastasi I Dicor

- 9 de juliol - Anastasi I, emperador romà d'Orient, morí a Constantinoble i va ser enterrat a l'església dels Sants Apòstols (n. c.430).
- Elies I de Jerusalem, bisbe i patriarca de Jerusalem considerat sant per l'Església Catòlica.
- Flavià II d'Antioquia, mort a Petra d'Aràbia, bisbe i patriarca d'Antioquia, tingut per sant per l'Església Ortodoxa.
- Emperadriu Gao Ying, esposa de l'emperador xinès Xuanwu de la dinastia Wei del Nord.